# Краснопільська сільська рада (Березанський район)
Краснопі́льська сільська́ ра́да — адміністративно-територіальна одиниця та орган місцевого самоврядування в Березанському районі Миколаївської області. Адміністративний центр — село Краснопілля.

## Загальні відомості
- Територія ради: 8,572 км²
- Населення ради: 1 210 осіб (станом на 2001 рік)
- Водоймища на території, підпорядкованій даній раді: Телигульський лиман.

## Населені пункти
Сільській раді були підпорядковані населені пункти:
- с. Краснопілля
- с-ще Крутоярка

## Склад ради
Рада складалася з 18 депутатів та голови.
- Голова ради: Мельников Василь Олександрович
- Секретар ради: Гуменна Олена Дмитрівна

### Керівний склад попередніх скликань
| Прізвище, ім'я, по батькові    | Основні відомості                                                 | Дата обрання | Дата звільнення |
| ------------------------------ | ----------------------------------------------------------------- | ------------ | --------------- |
| Тіщенко Тетяна Володимирівна   | Сільський голова, 1964 року народження, член Партії регіонів      | 26.03.2006   | 31.10.2010      |
| Мельников Василь Олександрович | Сільський голова, 1982 року народження, освіта вища, безпартійний | 31.10.2010   |                 |

Примітка: таблиця складена за даними сайту Верховної Ради України

### Депутати
За результатами місцевих виборів 2010 року депутатами ради стали:

#### За суб'єктами висування
| Суб'єкт висування           | Кількість обраних депутатів | %    |
| --------------------------- | --------------------------- | ---- |
| Партія регіонів             | 14                          | 77,8 |
| Комуністична партія України | 2                           | 11,1 |
| Самовисування               | 2                           | 11,1 |

#### За округами
| № округу                    | Прізвище, ім'я, по батькові      | Дата визнання обраним | Освіта             | Партійна приналежність                        | Відомості про обраного депутата                                             |
| --------------------------- | -------------------------------- | --------------------- | ------------------ | --------------------------------------------- | --------------------------------------------------------------------------- |
| Комуністична партія України |                                  |                       |                    |                                               |                                                                             |
| 13                          | Єшану Олена Михайлівна           | 02.11.2010            | вища               | позапартійна                                  | тимчасово не працює                                                         |
| 14                          | Хритченко Наталя Михайлівна      | 02.11.2010            | вища               | позапартійна                                  | тимчасово не працює                                                         |
| Партія регіонів             |                                  |                       |                    |                                               |                                                                             |
| 2                           | Ткачик Тетяна Миколаївна         | 02.11.2010            | середня спеціальна | член Партії регіонів                          | Краснопільська СЛА, молодша сестра                                          |
| 3                           | Гуменюк Михайло Михайлович       | 02.11.2010            | вища               | позапартійний                                 | Свято- Покров-ська церква с. Краснопілля, священнослужитель                 |
| 4                           | Хритченко Наталія Володимирівна  | 02.11.2010            | середня спеціальна | член Партії регіонів                          | Краснопільська с\р, бухгалтер                                               |
| 5                           | Гетьманець Ольга Володимирівна   | 02.11.2010            | вища               | член Партії регіонів                          | Краснопільська загальноосвітня школа, заступник директора з виховної роботи |
| 6                           | Гуменна Олена Дмитрівна          | 02.11.2010            | середня спеціальна | член Партії регіонів                          | Краснопільська с\р, секретар                                                |
| 7                           | Супрун Надія Федорівна           | 02.11.2010            | середня спеціальна | член Партії регіонів                          | тимчасово не працює                                                         |
| 8                           | Пухта Анатолій Михайлович        | 02.11.2010            | середня спеціальна | позапартійний                                 | ПСП Краснопільське, водій                                                   |
| 9                           | Фінагенов Олександр Валентинович | 02.11.2010            | середня спеціальна | член Партії регіонів                          | ПСП АФ «Краснопільська», інженер з ТБ                                       |
| 10                          | Кулик Сергій Васильович          | 02.11.2010            | середня            | член Партії регіонів                          | фермерське господарство «Мустанг», голова ФГ «Мустанг»                      |
| 12                          | Франків Світлана Іванівна        | 02.11.2010            | середня спеціальна | член Партії регіонів                          | Краснопі-льська СБ, завідувачка СБ                                          |
| 15                          | Супрун Тетяна Іванівна           | 02.11.2010            | вища               | член Партії регіонів                          | Краснопільська загальноосвітня школа, заступник директора                   |
| 16                          | Монастирський Василь Леонідович  | 02.11.2010            | середня спеціальна | член Партії регіонів                          | Краснопільська загальноосвітня школа, водій                                 |
| 17                          | Володько Наталя Володимирівна    | 02.11.2010            | середня спеціальна | член Партії регіонів                          | ПСП АФ «Краснопільська», охоронець                                          |
| 18                          | Костенюк Світлана Миколаївна     | 02.11.2010            | середня спеціальна | член Партії регіонів                          | ПСП АФ «Краснопільська», вагар                                              |
| Самовисування               |                                  |                       |                    |                                               |                                                                             |
| 1                           | Ласкова Наталя Борисівна         | 02.11.2010            | вища               | член Всеукраїнського об'єднання «Батьківщина» | Краснопільська загальноосвітня школа, вчитель                               |
| 11                          | Чабан Людмила Леонідівна         | 02.11.2010            | середня спеціальна | позапартійна                                  | Краснопільська СЛА, фельдшер                                                |